# Monterubbiano
Monterubbiano település Olaszországban, Marche régióban, Fermo megyében. Lakosainak száma 1996 fő (2023. január 1.). Monterubbiano Lapedona, Petritoli, Ponzano di Fermo, Fermo, Montefiore dell'Aso és Moresco községekkel határos.

## Népesség
A település lakossága az elmúlt években az alábbi módon változott:
| Lakosok száma | 2173 | 2164 | 1996 |
|               | 2017 | 2018 | 2023 |